# The Devil Stone
The Devil Stone és una pel·lícula muda dirigida per Cecil B. DeMille i protagonitzada per Geraldine Farrar, en la seva darrera actuació per a la Paramount i per a DeMIlle, Wallace Reid i Hobart Bosworth. La pel·lícula, adaptada per Jeanie MacPherson a partir d’una història de la mare del director, Beatrice deMille i Leighton Osmun, es va estrenar el 17 de desembre de 1917. Part de la pel·lícula es va filmar en color amb un procés anomenat procés de color Handschiegl desenvolupat per DeMile i el càmera Alvin Wyckoff. Només es conserven dues de les cinc bovines de la pel·lícula, emmagatzemades a la col·lecció de l'American Film Institute a la Biblioteca del Congrés dels Estats Units. La pel·lícula va tenir un cost de només 68.000 dòlars i obtngué una recaptació modesta d’uns 296.000 dòlars.

## Argument
Marcia Manot, una pescadora bretona, troba una maragda d’un valor incalculable. Aquesta alberga una maledicció que diu que servirà per sempre al diable fins que es restauri a l'església d’on va ser robada. Silas Martin, l’avar propietari nord-americà de les pesqueries de Bretanya, es casa amb Marcia per aconseguir la possessió de la gemma. Marcia descobreix aviat que el seu marit només l’interessa la joia. Silas Martin roba la joia i posa a Marcia i Guy Sterling, el director general de l'empresa, en una situació que sembla compromesa i que li ha de permetre demanar el divorci. Quan més tard s’assabenta que el culpable és el seu marit, Marcia se li adreça per recuperar-la. Aleshores, en defensa pròpia, el colpeja al cap amb un canelobre i el mata. En trobar el cos Sterling és acusat del crim però al final és exonerat. L'assassinat continua sent un misteri i Sterling es casa amb Marcia. Després contracta l'expert criminòleg Robert Judson per resoldre l’assassinat. Judson descobreix el paper de Marcia en la mort del marit i ella al·lega defensa pròpia. Judson li dona un mes per a que s’entregui a les autoritats i arregli les seves coses. Marcia, visita una església propera d’on viu i dona al capellà la maragda per a que pugui ajudar els nens orfes. En veure la noble acció de la noia, el detectiu decideix no denunciar-la i la parella pot continuar feliç.

## Repartiment
- Geraldine Farrar (Marcia Manot)
- Wallace Reid (Guy Sterling)
- Tully Marshall (Silas Martin)
- Hobart Bosworth (Robert Judson)
- James Neill (Simpson)
- Gustav von Seyffertitz (Stephen Densmore)
- Lillian Leighton (Berthe)
- Burwell Hamrick (Pierre)
- Horace B. Carpenter (pescador)
- Mary Wilkinson (àvia)
- Mabel Van Buren
- Ernest Joy
- Raymond Hatton
- Theodore Roberts
- William Carroll